# Peperomia tablahuasiana
Peperomia tablahuasiana är en pepparväxtart som beskrevs av C. Dc.. Peperomia tablahuasiana ingår i släktet peperomior, och familjen pepparväxter. Inga underarter finns listade i Catalogue of Life.